# Citrat lijazna deacetilaza
Citrat lijazna deacetilaza (EC 3.1.2.16, (citrat-(pro-3S)-lijaza) tiolesteraza, acetil-S-(acil-nosilac protein) enzim tioestarska hidrolaza) je enzim sa sistematskim imenom (citrat-(pro-3)-lijaza)(acetil-form) hidrolaza. Ovaj enzim katalizuje sledeću hemijsku reakciju
[citrat (pro-3)-lijaza](acetil form) + 62O {\displaystyle \rightleftharpoons } [citrat (pro-3)-lijaza](tiol form) + 6 acetat
U proteobakteriji Rubrivivax gelatinosus, ovaj enzim moduliše aktivnost enzima EC 4.1.3.6, citrat (pro-3S)-lijaze, putem njegovog konvertovanja iz aktivne acetil forme u neaktivnu tiolnu formu uklanjanjem acetil grupa.

## Literatura
- Nicholas C. Price; Lewis Stevens (1999). Fundamentals of Enzymology: The Cell and Molecular Biology of Catalytic Proteins (Third изд.). USA: Oxford University Press. ISBN 019850229X.
- Eric J. Toone (2006). Advances in Enzymology and Related Areas of Molecular Biology, Protein Evolution (Volume 75 изд.). Wiley-Interscience. ISBN 0471205036.
- Branden C; Tooze J. Introduction to Protein Structure. New York, NY: Garland Publishing. ISBN 0-8153-2305-0.
- Irwin H. Segel. Enzyme Kinetics: Behavior and Analysis of Rapid Equilibrium and Steady-State Enzyme Systems (Book 44 изд.). Wiley Classics Library. ISBN 0471303097.

## Spoljašnje veze
- Citrate-lyase+deacetylase на 